# Нерези
За скопските села вижте Горно, Средно и Долно Нерези.
Нерези или Нерезе (на македонска литературна норма: Нерези; на албански: Nerezi) е село в Северна Македония, в община Струга.

## Геграфия
Селото е разположено в областта Дримкол в източните склонове на планината Радук.

## История
В XIX век Нерези е българско село в Дебърска каза на Османската империя. В „Етнография на вилаетите Адрианопол, Монастир и Салоника“, издадена в Константинопол в 1878 година и отразяваща статистиката на населението от 1873 година, Нерези (Nérézi) е посочено като село с 40 домакинства, като жителите му са 123 българи.
Според статистиката на Васил Кънчов („Македония. Етнография и статистика“) в 1900 година Нерези има 500 жители българи християни.
На Етнографската карта на Битолския вилает на Картографския институт в София от 1901 година Нерези е чисто българско село в Дебърската каза на Дебърския санджак с 46 къщи.
Според митрополит Поликарп Дебърски и Велешки в 1904 година в Нерези има 46 сръбски къщи. По данни на секретаря на Българската екзархия Димитър Мишев („La Macédoine et sa Population Chrétienne“) в 1905 година в Нерези има 368 българи екзархисти и функционират българско и сръбско училище. През март 1906 година, след сражение в Нерези между четата на Милош Павлов и турски аскер, кметът на селото, Тодор, е застрелян от командващия турските части.
Към 1910 година в селото има само две сърбомански къщи – тази на сръбския учител Ангел Иванов и чичо му. Според статистика на вестник „Дебърски глас“ в 1911 година в Нерези има 53 български екзархийски и 2 патриаршистки къщи. В селото има сръбско училище с 1 учител и 5 ученици.
При избухването на Балканската война в 1912 година 76 души от Нерези са доброволци в Македоно-одринското опълчение.
Във войните за национално обединение на България 13 души от селото загиват като войнци в Българската армия.
През 1922-1923 година в селото е открита поща, която функционира до 6 април 1941 година.
Според преброяването от 2002 година селото има 213 жители.
| Националност     | Всичко |
| северномакедонци | 212    |
| албанци          | 0      |
| турци            | 0      |
| роми             | 0      |
| власи            | 0      |
| сърби            | 1      |
| бошняци          | 0      |
| други            | 0      |

В селото има църкви „Свети великомъченик Георги“, „Свети Никола“, „Свето Възнесение Христово“ („Свети Спас“), „Въведение на Пресвета Богородица – Пречиста“.

## Личности
Родени в Нерези
- Аврам Иванов, македоно-одрински опълченец, старши подофицер, 20 (26)-годишен, каменоделец, основно образование, 4 рота на 1 дебърска дружина, убит при Султан тепе на 18 юни 1913[14][15]
- Алексо Новов, български революционер, деец на ВМОРО
- Апостол Марков Младенов (1881 - след 1943)[16] зидар, неграмотен,[17] македоно-одрински опълченец служил в 3-та[17] или 4-та рота[16] на 1-ва дебърска дружина;[16][17] на 9 април 1943 година, като жител на София, подава молба за българска народна пенсия, която е одобрена и пенсията е отпусната от Министерския съвет на Царство България[16]
- Зарче Филипов, македоно-одрински опълченец, 20-годишен каменоделец, основно образование, 4 рота на 1 дебърска дружина (1892 – 1960)
- Иван Ангелов, македоно-одрински опълченец, 22 (23)-годишен, каменоделец, основно образование, 4 рота на 1 дебърска дружина, носител на орден „За храброст“ IV степен[18]
- Йован Танев, български революционер, деец на ВМОРО
- Йордан Анастасов, македоно-одрински опълченец, каменоделец, основно образование, 4 рота на 1 дебърска дружина[19]
- Йоан Бабунов (? - 1903), български свещеник и революционер, деец на ВМОРО
- Панде Димитров, български революционер, деец на ВМОРО
- Панде Ильов, български революционер, деец на ВМОРО
- Петре Иванов, български революционер, деец на ВМОРО
- Тане Мартинов, български революционер, деец на ВМОРО
- Траян Мартиноски (1951 – 1999), писател от Северна Македония
- Янко Тасев (1876 – 1943), български строителен предприемач

Починали в Нерези
- Милош Павлов (? – 1906), дебърски районен войвода на ВМОРО
- Цветко Тасев (? – 1906), български революционер от ВМОРО
- Цветко Стоянов (1872 – 1903), български революционер